# Augustin Bea
Augustin Bea (ur. 28 maja 1881 w Riedböhringen, zm. 16 listopada 1968 w Rzymie) – niemiecki duchowny katolicki, jezuita, kardynał, działacz ekumeniczny.

## Życiorys
W 1902 roku wstąpił do jezuitów w Blyeenbeek (Holandia). Święcenia kapłańskie otrzymał 25 sierpnia 1912 roku. Wszechstronnie wykształcony, ukończył uniwersytety we Freiburgu, Innsbrucku, Berlinie oraz Wydział Teologiczny w Valkenburgu. Wykładowca teologii w Valkenburgu, a następnie prowincjał jezuitów w Niemczech. Od 1924 roku w Rzymie, gdzie w latach 1924–1949 był profesorem Papieskiego Instytutu Biblijnego, a od 1930 roku także rektorem. Od 1941 był członkiem komisji, która przygotowała nowy łaciński przekład psałterza (Psalterium Pianum, 1945). Kreowany kardynałem diakonem San Saba 14 grudnia 1959 roku przez Jana XXIII. 5 kwietnia 1962 roku mianowany arcybiskupem tytularnym Germania in Numidia. Jeden z najbardziej znaczących ojców Soboru Watykańskiego II. Wniósł wielki wkład w powstanie trzech dokumentów soborowych – dekretu o ekumenizmie, deklaracji Nostra aetate o stosunku Kościoła do religii niechrześcijańskich oraz deklaracji o wolności religijnej. Z zaangażowaniem wspierał Jana XXIII w działaniach na rzecz jedności chrześcijan i zbliżenia z religiami niechrześcijańskimi. Zmarł w Rzymie, pochowany został w rodzinnym Riedböhringen.

## Odznaczenia
- Wielki Krzyż I Klasy Orderu Zasługi Republiki Federalnej Niemiec (Großkreuz, 1960, Niemcy)
- Wielki Krzyż Zasługi Orderu Zasługi Republiki Federalnej Niemiec (Großes Verdienstkreuz, 1954, Niemcy)
- Krzyż Wielki Legii Honorowej (Grand Croix Légion d'honneur, Francja)
- Krzyż Wielki Orderu Jerzego I (Grecja)